# Sara Yorke Stevenson
Sara Yorke Stevenson (19 février 1847 - 14 novembre 1921) est une archéologue américaine spécialisée en égyptologie. Elle est l'une des fondatrices du musée d'archéologie et d'anthropologie de l'université de Pennsylvanie. Suffragette et militante des droits des femmes, elle tenait une chronique pour le Philadelphia Public Registre.
Durant sa carrière académique, Sara Stevenson a publié des livres et des articles sur l'égyptologie et la culture matérielle du Proche-Orient ancien, ainsi qu'un mémoire sur le règne de Maximilien Ier, empereur du Mexique. Première conservatrice de la collection égyptienne du Penn Museum, elle a joué un rôle important dans l'acquisition d'une grande partie de la collection de ce musée. En tant que militante des droits des femmes, elle a été la première présidente de l'« Equal Franchise Society », organisation militante fondée par l'écrivaine Katherine Duer Mackay et du Club des droits civiques de Philadelphie. Elle a été la première femme à recevoir un diplôme honorifique de l'université de Pennsylvanie et à donner des conférences au Peabody Museum de l'université Harvard et la première femme membre du « Jury of Awards for Ethnology » à l'exposition universelle de 1893 à Chicago.

## Vie personnelle

### Origine familiale
Les parents de Sara Yorke Stevenson se marient à La Nouvelle-Orléans, en Louisiane en 1834 avant de déménager à Paris dans les années 1840. Ils viennent tous les deux de familles aisées : la famille de sa mère possède notamment une grande plantation de coton et son père est négociant en coton,.

#### France
Sara est la plus jeune d'une fratrie de cinq enfants. Deux de ses frères étudient à l'École centrale Paris. Elle est née rue de Courcelles à Paris le 19 février 1847. Les parents de Sara retournent aux États-Unis alors qu'elle n'a que dix ans, laissant leurs filles fréquenter un pensionnat en France. Elle est donc placée, de 1858 à 1862, sous la tutelle d'Achille Jubinal, un médiéviste à l'origine de l'intérêt précoce de Sara Stevenson pour l'archéologie et l'égyptologie. C'est à cette époque qu'elle rencontre le duc de Morny, demi-frère de Napoléon III et figure éminente de l'intervention française au Mexique, conflit avec lequel elle devient bientôt profondément familière. En 1862, Sara quitte la France pour le Mexique par la mer, à propos de laquelle elle écrit :

« Il n'y avait que quarante passagers à bord, et, comparativement parlant, peu de l'animation qui précède habituellement le départ d'un paquebot océanique. Je retrouvai sans peine le banquier français et sa femme mexicaine qui avaient bien voulu me chaperonner pendant mon voyage solitaire ; et j'ai vite découvert qu'elle et moi étions les seules femmes à bord. »

#### Mexique
En 1862, la famille Yorke s'installe à Tacubaya, une banlieue de Mexico, à la suite du meurtre du frère de Sara. Au Mexique, elle assiste à de nombreux évènements mondains organisés par la nouvelle impératrice du Mexique Charlotte de Belgique et de son mari Maximilien. Le récit de première main de Stevenson sur le Second Empire mexicain, Maximilian in Mexico: A Woman's Reminiscences of the French Intervention 1862-1867 (New York, 1899), donne un excellent aperçu du fonctionnement interne de la vie à la cour à cette époque. Sara Yorke Stevenson et sa mère, Sarah Hanna Yorke, apparaissent dans le roman de Mayo Le Dernier prince de l'empire américain.

#### États-Unis
En 1867, la famille Yorke déménage dans le Vermont. Le père de Sara meurt un an plus tard, en 1868, et peu de temps après, à l'âge de vingt et un ans, Sara Yorke déménage à Philadelphie pour vivre avec deux de ses oncles et une tante paternels,.

### Mariage et famille
Sara Yorke épouse le 30 juin 1870, Cornelius Stevenson, un avocat de Philadelphie qui a servi comme soldat dans la cavalerie de la ville de Philadelphie pendant la guerre civile américaine.
Sara Yorke Stevenson et Cornelius Stevenson ont un enfant, William Stevenson (1878-1922) qui épouse Christine Wetherill Rice, une riche héritière philanthrope et amatrice d'art.

### Décès

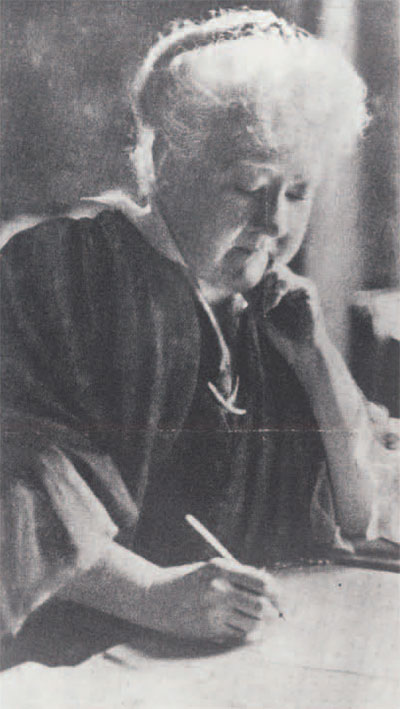
Sara Yorke Stevenson au travail.

Sara Yorke Stevenson est morte le 14 novembre 1921. En février 1922, un hommage est publié dans le Bulletin du Pennsylvania Museum.
Les manuscrits de Sara Yorke Stevenson sont donnés à la bibliothèque Connelly de l'université La Salle dans le cadre de la collection Owen Wister par la succession David Prince. Elle est enterrée au cimetière Laurel Hill de Philadelphie.

## Engagements associatifs
Stevenson joue un rôle de premier plan dans plusieurs sociétés civiles, notamment en tant que fondatrice et première présidente de l'« Equal Franchise Society » de Philadelphie, cofondatrice et présidente durant deux mandats du « Civic Club » de Philadelphie (un groupe de femmes qui ont plaidé pour la réforme et l'amélioration de leurs droits civiques), présidente du « Acorn Club » pendant vingt-cinq ans, présidente du « Contemporary Club » et présidente du « French War Relief Committee of the Emergency Aide » de Pennsylvanie,. Elle siège également au comité des femmes de l'exposition du centenaire de Philadelphie de 1876, qui crée une exposition connue sous le nom de « Women's Building » où sont présentés « pour la première fois, lors d'une exposition internationale, les liens intimes, les valeurs partagées et les réalisations matérielles des femmes ». Cette exposition est une étape importante dans le mouvement féministe du XIXe siècle.

### Coterie Furness-Mitchell
Stevenson fait partie d'un groupe d'érudits de Philadelphie de renommée internationale, connus sous le nom de « Furness-Mitchell Coterie », qui est pionnier dans de nombreux domaines, en particulier l'anthropologie, de la fin du XIXe au début du XXe siècle. Le groupe comprend des musiciens, des médecins, des écrivains, des universitaires, des anthropologues et des éducateurs et est « inhabituel dans son acceptation des femmes comme des égales intellectuelles ». Sara Stevenson noue des relations étroites avec d'autres membres du groupe, notamment l'écrivain Owen Wister, le neurologue Silas Weir Mitchell, le journaliste Talcott Williams et la pédagogue Agnes Irwin (en).

### Equal Franchise Society de Philadelphie
Stevenson crée l'« Equal Franchise Society of Pennsylvania », pour lutter contre les difficultés rencontrées par les femmes pour obtenir le droit de vote. Elle est présidente jusqu'en 1910 et première vice-présidente jusqu'à l'adoption de l'amendement sur le suffrage fédéral en 1920. En 1910, l'Equal Franchise Society de Philadelphie republie le discours intitulé « Les femmes auront-elles le droit de voter ? », prononcé à l'origine par Wendell Phillips à Worcester, en 1851. Dans l'avant-propos publication, Sara Stevenson rédige la préface de cette publication et la signe de ses initiales « SYS ».

## Carrière académique

### Anthropologie et égyptologie
Dans les années 1880, l'anthropologie en est encore à ses balbutiements, et les universités commencent tout juste à développer et à formaliser les départements de cette discipline. Sara Stevenson s'implique dans l'égyptologie grâce à son adhésion à la branche américaine de l'Egypt Exploration Fund, qui a été fondée en 1882 par Amelia Edwards. Tout au long de sa carrière, elle effectue plusieurs voyages à l'étranger, bien qu'elle n'ait jamais réalisé elle-même de fouilles archéologiques. Elle contribue aux collections de ce qui est aujourd'hui le musée d'anthropologie et d'archéologie de l'université de Pennsylvanie en tant que conservatrice de la section égyptienne et méditerranéenne, poste auquel elle est nommée en 1890. « Anthropological Work in America », un article paru dans le numéro de juillet 1892 de Popular Science Monthly, déclarait que Sara Stevenson « est peut-être la seule égyptologue [américaine] ». Ses conférences sur des thématiques égyptiennes ont fait sensation. Elle encadre Frederic Ward Putnam, qui vient de créer le département d'anthropologie de Harvard, avec Franz Boas, Zelia Nuttall et Alice Fletcher. Les intérêts de Stevenson étaient très larges et allaient de la vulgarisation à l'évolution culturelle.
En 1892, Frederick Putnam soutient la nomination de son ancienne professeure au jury des prix d'ethnologie lors de l'exposition universelle de Chicago. Une loi spéciale est adoptée pour permettre à une femme d'occuper ce poste ; Sara Stevenson devient ainsi vice-présidente du jury. En 1894, Stevenson est la première femme à présenter une conférence au Musée Peabody sur « l'Égypte à l'aube de l'histoire ». Elle est présidente de l'Oriental Club de Philadelphie, du Contemporary Club, présidente et secrétaire de la section de Pennsylvanie de l'Institut archéologique d'Amérique, et est fondatrice et dirigeante de plusieurs associations.
En 1894, Stevenson est la première femme à recevoir un doctorat honorifique de l'université de Pennsylvanie.
À propos de Sara Stevenson, Langdon Warner déclare : « Si les femmes d'aujourd'hui n'éprouvent aucune difficulté à être reconnues comme érudites, et si leurs conseils sont demandés dans les musées, c'est à Mrs. Stevenson dans une bien plus grande mesure que notre génération ne le saura jamais ».

#### Musée d'archéologie et d'anthropologie de l'université de Pennsylvanie

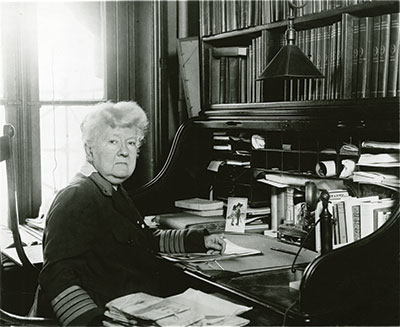
Sara Yorke Stevenson travaillant dans son bureau au Penn Museum

Stevenson joue un rôle central dans la création du musée d'archéologie et d'anthropologie de l'université de Pennsylvanie (ou Penn Museum). En 1891, Sara Stevenson, William Pepper, Talcott Williams et Joseph Coates sont nommés par l'Association archéologique universitaire pour créer le Département d'archéologie et de paléontologie. Elle siège au conseil d'administration de 1892 jusqu'en 1905 et est élue secrétaire de 1894 à 1904 puis présidente en 1904 et 1905),. Au cours de ce mandat, elle contribue à la construction du « Free Museum of Science and Art », qui a été inauguré en 1899 et qui devient finalement le Penn Museum. Elle est conservatrice de la section égyptienne et méditerranéenne du musée de 1890 à 1905. Sara Stevenson se préoccupe de l'enrichissement des collections. En 1898, elle se rend en Égypte où elle achète quarante-deux caisses d'artefacts pour l'American Exploration Society, principalement de l'ancien site de Dendérah, notamment le premier papyrus du Penn Museum.
En 1905, Stevenson, démissionne de son poste au musée à la suite d'une controverse concernant entourant les appropriations et publications frauduleuses d'Hermann Hilprecht. Hilprecht est innocenté mais Stevenson n'est jamais revenue à son poste au musée.

### Journalisme
Stevenson écrit pour le Philadelphia Public Ledger sous les noms de plume Peggy Shippen (« Peggy Shippen's Diary ») et Sally Wistar (« Sally Wistar Says ») jusqu'en 1920. Son pseudonyme rend hommage à l'espionne Peggy Shippen, une figure proéminente pendant la guerre révolutionnaire qui était mariée à Benedict Arnold.

### Études muséales
Après son départ du Penn Museum en 1905, Stevenson développe l'un des premiers cursus professionnels pour les musées aux États-Unis. Elle enseigne au Pennsylvania Museum and School of Industrial Art, maintenant connu sous le nom d’université des arts,,. Elle devient également conservatrice au musée maintenant connu sous le nom de Philadelphia Museum of Art.

## Publications (sélection)

### En anglais
- On Certain Symbols used in the Decoration of some Potsherds from Daphnae and Naukratis, now in the Museum of the University of Pennsylvania, Proceedings of the Numismatic and Antiquarian Society of Philadelphia for 1890–91, 1892.
- The Tomb of King Amenhotep, Papers on Egyptian Archaeology, 1892.
- Mr. Petrie's Discoveries at Tel el-Amarna, Science Vol. 19, Nos. 480–482, 510.
- An Ancient Egyptian Rite Illustrating a Phase of Primitive Thought, International Congress of Anthropology, Memoirs, Chicago, 1894, 298–311.
- Some Sculptures from Koptos in Philadelphia, American Journal of Archaeology, 10, 1895, p. 347–351.
- The Feather and the Wing in Early Mythology, Oriental Studies of the Oriental Club of Philadelphia, 1894, p. 202–241.
- On the Remains of Foreigners Discovered in Egypt by Mr. W.M. Flinders Petrie, 1895, now in the Museum of the University of Pennsylvania, Proceedings of the American Philosophical Society, Vol. XXXV.
- Maximilian in Mexico : A Woman's Reminiscences of the French Intervention, New York, 1899.
- Ferdinand Justi, Morris Jastrow et Sara Y. Stevenson, Egypt and Western Asia in Antiquity, Philadelphia, 1905, réédition en avril 2016 (ISBN 9781530953318, lire en ligne)

### Traduits en français
- Maximilien d'Autriche au Mexique, 1862-1867, Paris, L'harmattan, 2010,  (ISBN 978-2-296-11337-4).